# Expectorante

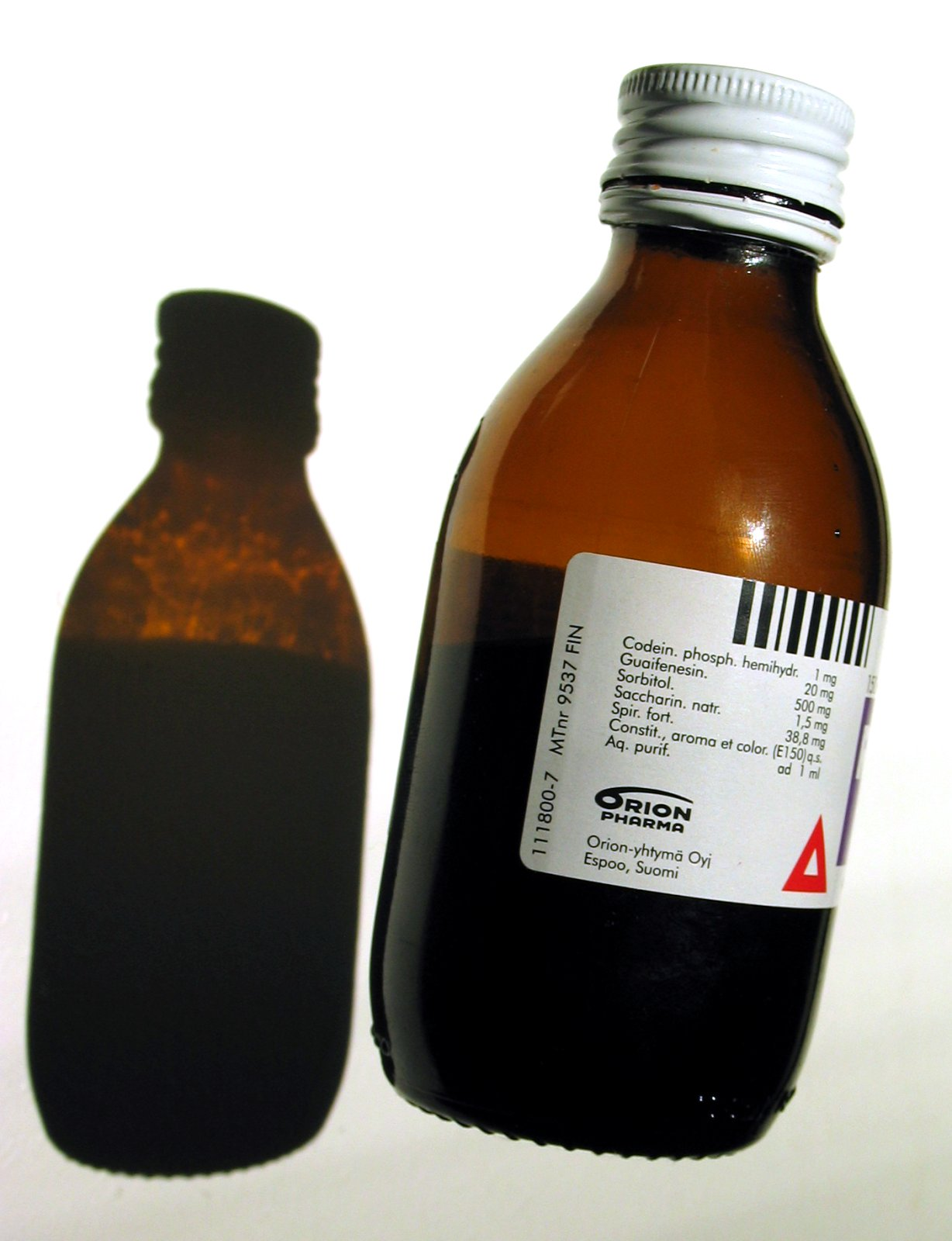
Una botella con jarabe expectorante que incluye también un calmante (codeína).

Un expectorante es un fármaco que tiene propiedades de provocar o promover la expulsión de las secreciones bronquiales acumuladas. Son el tratamiento de elección para tos productiva.

## Descripción
En la fisiología de la secreción traqueobronquial debemos diferenciar entre "mucolíticos", que disminuyen la viscosidad de las secreciones facilitando su expulsión, "expectorantes", que estimulan los mecanismos de eliminación, bien sea activando el movimiento ciliar, aumentando el volumen hídrico, o estimulando el reflejo de la tos. Y el "demulcente", el cual suaviza la mucosa con una sensación subjetiva de alivio en caso de tos seca o irritante.[cita requerida]

## Modo de acción
Los expectorantes tienen como acción principal el aumento de la secreción acuosa de las glándulas submucosas, salivales y mucosa nasal por extensión.
Además, al expulsarse en parte por las mucosas respiratorias tienen también cierto efecto mucolítico.[cita requerida]

## Uso de expectorantes
Los fármacos expectorantes deben administrarse con abundante líquido.

## Tipos de expectorantes
- Ioduro potásico y Ioduro sódico
- Guaifenesina = guayacolato de glicerilo
- Cloruro de sodio hipertónico 7% en aplicación tópica
- Tiloxapol, por inhalación, reduce la tensión superficial

## Medidas aprobadas en Estados Unidos para el uso de expectorantes
Los expectorantes deben ser parte de un programa total de tratamiento que incluya ingestión de líquidos y un nebulizador para aflojar las secreciones espesas. El uso de nebulizadores debe hacerse bajo mandato médico en caso de necesitarse un broncodilatador. También puede usarse un vaporizador de neblina fresca.